# Mistshenkoana lata
Mistshenkoana lata är en insektsart som beskrevs av Andrej Vasiljevitj Gorochov 2008. Mistshenkoana lata ingår i släktet Mistshenkoana och familjen syrsor. Inga underarter finns listade i Catalogue of Life.